# Cot Awemeulu
Cot Awemeulu är ett berg i Indonesien.   Det ligger i provinsen Aceh, i den västra delen av landet, 1 800 km nordväst om huvudstaden Jakarta. Toppen på Cot Awemeulu är 349 meter över havet.
Terrängen runt Cot Awemeulu är varierad.Runt Cot Awemeulu är det ganska tätbefolkat, med 86 invånare per kvadratkilometer. I omgivningarna runt Cot Awemeulu växer i huvudsak städsegrön lövskog.